# Alejandro Lagrotta
Alejandro Lagrotta Lavergne (5 de diciembre de 1975) es un cantante, compositor y productor-arreglista panameño. Es considerado como una de las mejores voces de Panamá. Antes de la música se graduó de Ingeniero en Sistemas para luego dedicarse a la música, formándose en Panamá y Argentina. Ha estudiado arreglo, composición, armonía y canto de música Jazz. 
Fue productor de artistas panameños como Ivan Barrios, Ingrid de Ycaza, Match and Daddy, Mario Spinalli, e internacionales como Gilberto Santa Rosa y el dúo Cubano Bnk. Ha realizado giras por Alemania, Nueva York y América del Sur y compartió escenario con artistas internacionales como Alexandre Pires y Tiziano Ferro.

## Trayectoria
En 2005 lanzó su primera producción discográfica titulada Oasis, la cual le trajo éxito, ganándose tres premios  PanamaRock  (mejor video del año (Oasis), mejor Artista solista y Artista revelación del año). Este mismo año, gracias a la empresa alemana de micrófonos Sennheiser, viajó fuera del país a Alemania como invitado y promocionador de dicha marca. 

En 2008 salió su segunda producción discográfica la cual titula Llevántate, con ayuda del productor panameño Lilo Sánchez, vocalista de la banda panameña Señor Loop, la cual produjo en su propia productora «Tierra Roja».
Lagrotta fue elegido entre ocho estudiantes de todo el mundo para formar parte de la matrícula 2012 en el London School of Sound de Londres, a la cual asiste desde 2009 con el propósito de obtener un Diplomado como productor musical.

## Discografía

### Álbumes
Oasis 
 año 2005 
- El beso helado
- Está de más
- Quédate
- La niña
- Mariposas en el vientre
- Increíble
- El tiempo va volando
- El milagro
- Más grande que todo
- El juego
- Me encontré tu mirada
- Oasis

 Levántate 
(Tierra Roja Music Group)
 año 2008 
- Levántate
- Life Bonita
- Gracias
- Enamolao
- Sabes
- Beso Helado
- Duerme
- Mírame
- Angiolina
- Do You Believe in Love
- Tranque Cotidiano
- Enamolao Remix (DJ Pablito)